# Гидроаэропорт
Гидроаэропорт — аэропорт, предусматривающий использование гидросамолётов.
Гидроаэродром
(от древнегреч. hydor и аэродром) — комплекс сооружений на водном участке и береговой полосе с воздушным пространством, предназначенный для взлёта, посадки, стоянки и обслуживания гидросамолётов. В России первые Гидроаэродромы были построены в 1912—1914 годах в Севастополе, Ревеле (Таллин) и Либаве (Лиепая). Гидроаэродромы различают по назначению — гражданские, военные и специальные (заводские, учебные, испытательные и пр.), по длительности эксплуатации, типам сооружений и оборудования — постоянные (с капитальными сооружениями и стационарным оборудованием) и временные для периодического базирования (с сооружениями временного или переносного типа). Гидроаэродром состоит из 3 основных зон — лётной, служебно-технической и жилой. Лётная зона — участок водного пространства (акватория) на реке, озере, море, подготовленный для взлёта и посадки гидросамолётов, их руления, хранения и обслуживания на плаву. Граница её обозначается специальными буями и бакенами, установленными на якорях и светящимися в ночное время; лётная полоса имеет длину около 1 км, ширину около 100 м. Воздушные подходы к ней выбирают свободными от препятствий. На суше расположены: служебно-техническая зона со зданиями (для управления полётами, обслуживания пассажиров и др.) и сооружениями (причалы, пирсы, склады для хранения горюче-смазочных материалов, гидроспуски, ремонтные мастерские и др.), предназначенными для круглосуточной эксплуатации гидросамолётов, и жилая зона с коммунально-бытовыми и культурно-просветительными зданиями и сооружениями.

## Возникновение

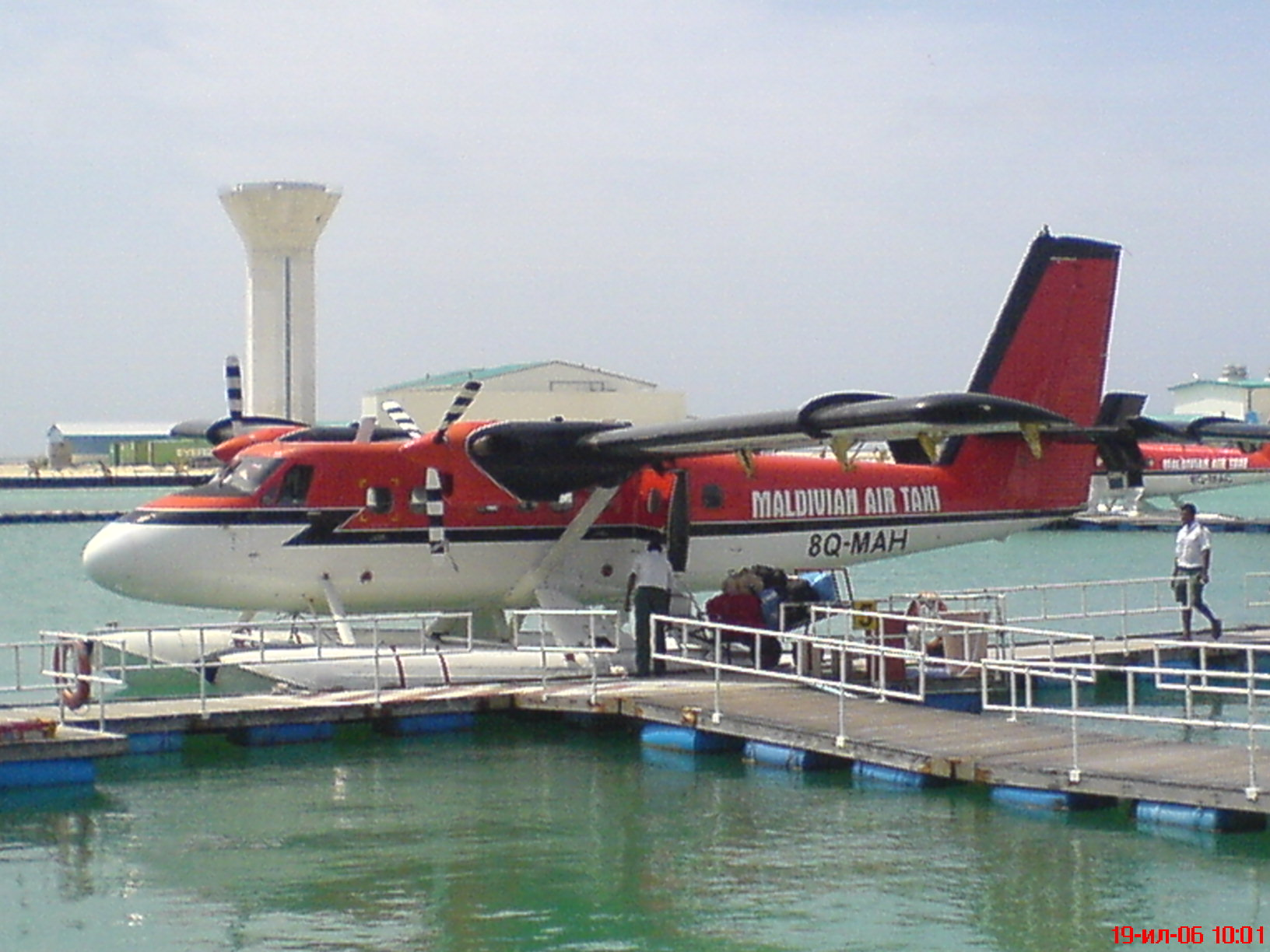
Гидросамолёт авиакомпании Мальдивиан Эйр Такси в международном аэропорту Мале

В 1930—1940 годы в Германии и СССР активно проектировались самолёты, которые приземлялись на поверхность воды.
Их технические характеристики не позволяли использовать необорудованные водные поверхности — размах крыльев был слишком велик. Поэтому для безопасной посадки требовалось специально оборудованное водное пространство большой площади, которое и получило название «гидроаэропорт».

## Современность
Гидроаэропорты в наше время есть как в России, так и за рубежом.